# Marc Lawrence (scénariste)
Pour les articles homonymes, voir Marc Lawrence.
Marc Lawrence est un scénariste, réalisateur et producteur américain, né le 22 octobre 1959 à Brooklyn.

## Biographie
Après avoir obtenu son diplôme de littérature anglaise à l’université d'État de New York à Binghamton en 1981, Marc Lawrence est engagé en tant que scénariste de la sitcom Sacrée Famille (Family Ties), diffusée par NBC. Il assure ensuite le rôle de producteur. La série est nommée aux Emmy Awards en 1987,.
Plus tard, il crée les séries Pride and Joy, toujours pour NBC, et Monty pour la FOX. Elles ne restent qu'une saison à l'antenne.
Il se lance dans le cinéma dans les années 1990  avec les scénarios de Escapade à New York (The Out-of-Towners) et Miss Détective (Miss Congeniality) avant de passer à la réalisation en 2002 avec L'Amour sans préavis (Two Weeks Notice) et, plus récemment, Où sont passés les Morgan ? (Did you Hear about the Morgans?) avec Hugh Grant et Sarah Jessica Parker.

### Vie privée
Il est le père de Clyde et Gracie Lawrence, fondateurs du groupe de musique Lawrence.

## Filmographie

### Cinéma

#### Scénariste
- 1993 : Graine de star de James Lapine
- 1999 : Un vent de folie de Bronwen Hughes
- 1999 : Escapade à New York de Sam Weisman
- 2000 : Miss Détective de Donald Petrie
- 2002 : L'Amour sans préavis de lui-même
- 2005 : Miss FBI : Divinement armée de John Pasquin
- 2007 : Le Come-Back de lui-même
- 2009 : Où sont passés les Morgan ? de lui-même
- 2014 : Les Mots pour lui dire de lui-même
- 2019 : Noëlle de lui-même

#### Producteur
- 1993 : Graine de star de James Lapine
- 2002 : L'Amour sans préavis de lui-même
- 2007 : Le Come-Back de lui-même
- 2009 : Où sont passés les Morgan ? de lui-même

#### Réalisateur
- 2002 : L'Amour sans préavis
- 2007 : Le Come-Back
- 2009 : Où sont passés les Morgan ?
- 2014 : Les Mots pour lui dire
- 2019 : Noëlle

### Télévision

#### Scénariste
- 1984-1989 : Sacrée Famille, saisons 3 à 9
- 1994-1995 : Monty (en), saison 1
- 1995-1996 : Pride & Joy (en), saison 1 – également producteur

#### Réalisateur
- 1994 : Les Jumelles de Sweet Valley, saison 1

#### Producteur
- 1986 : Sacrée Famille, saison 6